# Phelsuma pasteuri

Phelsuma pasteuri  (лат.) — вид ящериц из рода фельзум семейства гекконов. Является эндемиком острова Майотта.

## Описание
Небольшие по величине ящерицы. Длина их тела не превышает 11,5 см, при этом длина туловища с головой — не более 5,3 см. Самки откладывают яйца, но не приклеивают их к листьям растений, как это характерно для некоторых видов семейства гекконов. Ящерицы эти светло-зелёной окраски, на спине у них имеются оранжевые пятна, на морде между глаз — также оранжевые 3 U-образные линии. Глаза окружены жёлтым кольцом. На затылке находится широкая синяя полоса. Живот белый, иногда — желтоватого оттенка.

## Распространение и питание
Обитает на деревьях и в кустарниках коморского острова Майотта. Предпочитает находиться на тонких ветвях и стеблях. Климат на Майотте практически не меняется в течение года, остаётся влажным с температурой около + 25°С. Ящерицы этого вида ведут дневной образ жизни. Питаются они, как и другие гекконы, мелкими насекомыми, а также растительной пищей (фруктами, нектаром и пыльцой растений).